# Hot-melt
Hot-melt – klej termotopliwy, czyli taki, który pod wpływem podwyższonej temperatury aktywuje się. Stosowany jest w poligrafii do klejenia opraw lub opakowań, na taśmach klejących (np. niektóre taśmy pakowe).